# Terras altas tailandesas

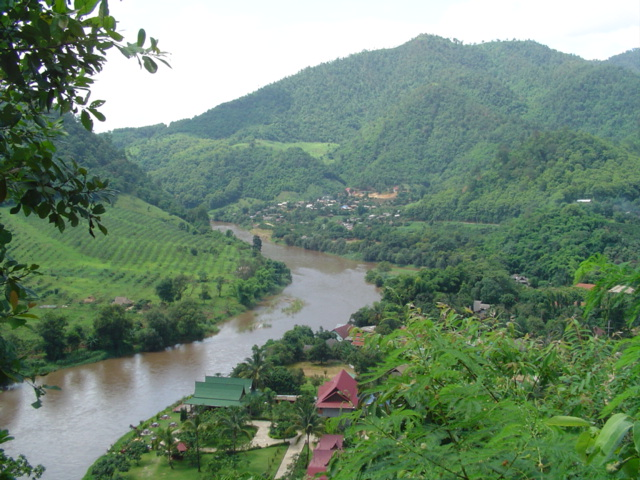
Vista das terras altas tailandeses na província de Mae Hong Son.

As terras altas tailandesas' ou colinas do norte da Tailândia (em tailandês: เขต ภูเขา ประเทศไทย), são uma região natural montanhosa no norte da Tailândia. Suas serras fazem parte do sistema de colinas que se estendem através do Laos, Myanmar e China e vão até os Himalaias, dos quais eles podem ser considerados sopé.
As terras altas do norte da Tailândia são caracterizadas por um padrão de cordilheiras montanhosas geralmente íngremes e desfiladeiros aluviais. As elevações são geralmente moderadas, pouco acima de 2.000 metros para os mais altos cumes. Há uma vasta gama de elevações, com pisos que variam entre 200 e 500 metros acima do nível do mar. Rumo à fronteira com o Laos, na divisão da bacia do rio Mekong, torna-se maior com picos ocasionalmente, elevando-se acima de 1.500 metros e riachos que correm em vales íngremes estreitos.
O clima é típico de montanhas tropicais com estações secas e úmidas claramente delineadas. As temperaturas no inverno podem ser frias com geadas que ocorrem na maioria dos anos em altitudes mais elevadas, mas sem neve, mesmo nos picos mais altos.
A região das terras altas tailandeses engloba as nove províncias administrativas do norte da Tailândia, com base no sistema de seis região, bem como partes das províncias de Tak e Sukhothai. Algumas áreas do planalto têm muito pouco a habitação humana.